# Ventilation
Pour les articles homonymes, voir Ventilation (homonymie).

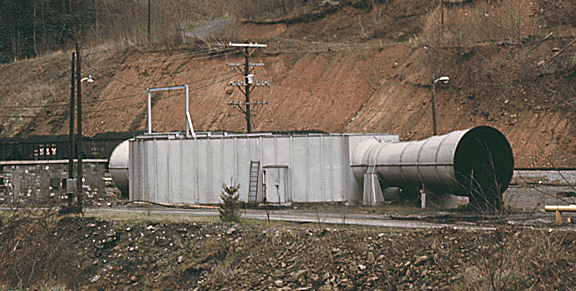
Mécanisme d’insufflation d'air frais dans une mine de charbon aux États-Unis.

La ventilation est le renouvellement de l'air, par brassage dans un lieu clos. Elle est mise en œuvre dans les lieux où l'oxygène risque de manquer, ou bien où des polluants et autres substances indésirables (humidité, par exemple) risqueraient de s'accumuler en son absence : logements, bureaux, magasins, salles de spectacles, d'enseignement, ouvrages souterrains, tunnel routier, atelier industriel, mine… Et pour permettre aussi un confort thermique des usagers.

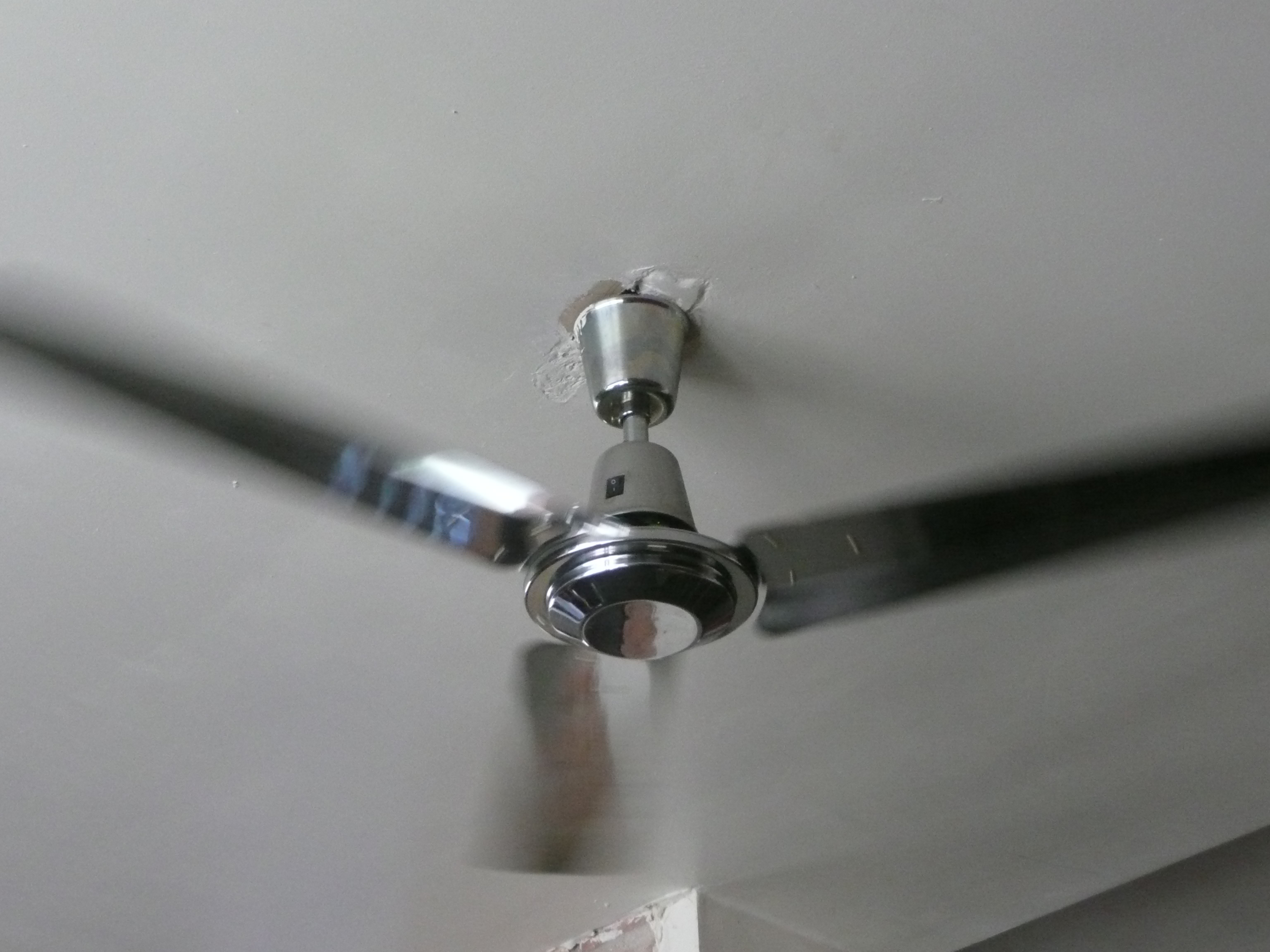
Ventilateur de plafond moderne, permettant la circulation de l’air dans un espace privé ou collectif.

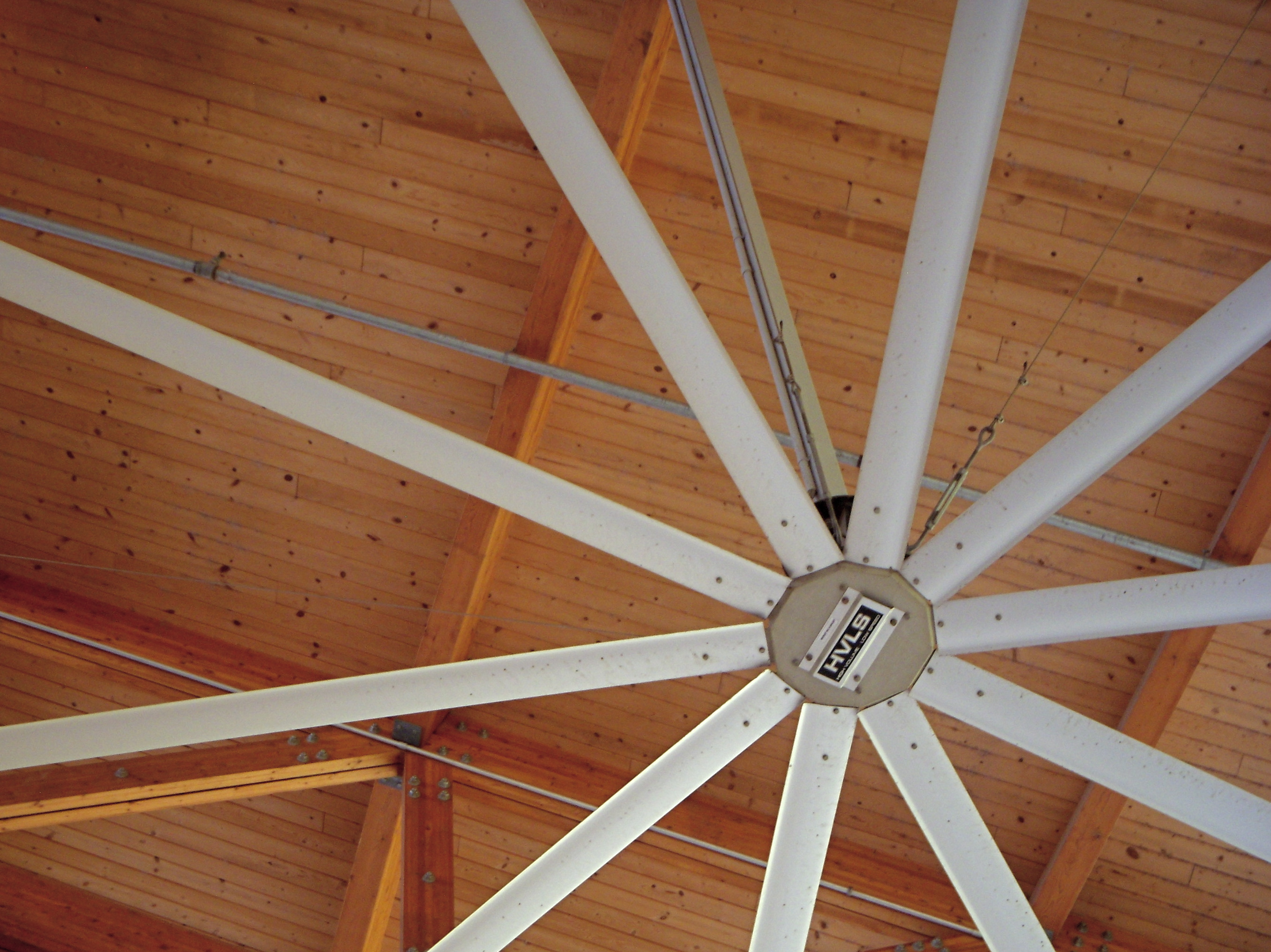
Ventilateur de plafond grand volume industriel et à faible régime pour grande surface.

L'AFSSET a en France constaté que « le fonctionnement constaté de ces dispositifs ne correspond pas toujours au fonctionnement théorique et que le cheminement de l’air dans les bâtiments n’est pas toujours conforme aux prévisions ».

## Histoire

### Avant leXIXesiècle
L'éventail, inventé par les Chinois et autres Pankas (ou Punkha), faisant partie des appareils de ventilation les plus élémentaires et les plus anciens, permettent de ménager un courant d'air rafraîchissant, dans les ambiances surchauffées des régions orientales. Dans le même esprit les Badgirs ou « tour à vent » réalisent par tirage, une ventilation naturelle dans les édifices persans depuis des siècles et associée à une Yakhchal, permettent même la conservation de la glace dans des conditions de chaleur extrême en Iran, ainsi les ingénieurs persans de l'époque réalisent une des premières climatisation.
L'appareil de ventilation le plus commun et le plus primitif est toutefois probablement la cheminée ou le trou ménagés au-dessus d'un foyer dans toutes les constructions du monde; L'air chaud est éventuellement aspiré dans un tuyau de cheminée, la force chargée de mettre en mouvement la colonne d'air est assurée par la chaleur du foyer, l'arrivée d'air se fait par les fissures et imperfections des parois de la construction.
Dans la Rome antique et jusqu'au Moyen Âge, les fenêtres étaient juste pourvues de volets, que l'on devait ouvrir pour faire entrer la lumière[réf. incomplète]. On ne parlait pas de ventilation mais la circulation d'air à l'intérieur du bâtiment était libre et abondante, assurées par les jeux de pression qui existent hors et dans le bâtiment.
Surtout dans le Nord, la nécessité de se protéger du froid et de retenir la chaleur des foyers, oblige à substituer aux panneaux de bois des volets, des éléments translucides, dans le meilleur cas du verre, transformations successives qui aboutissent au châssis de fenêtre moderne, qu'il n'est pas nécessaire de laisser ouvert pour faire entrer la lumière. D'une manière générale, par une amélioration des fermetures de baie, des matériaux et de leur mise en œuvre, le bâtiment va vers une plus grande étanchéité à l'air. On voit dès lors, la ventilation associée au chauffage, l'un étant antinomique de l'autre.
Lorsqu'elle s'érige en science milieu XVIIIe siècle, la ventilation s'intéresse à des milieux confinés dont font désormais partie les bâtiments.
Mais la science s'est d'abord attachée à des lieux comme les mines, puis les intérieurs de navires, ensuite les prisons, les casernes et enfin les hôpitaux « où des masses de chair humaine en décomposition plus ou moins avancée empoisonnent l'atmosphère ».
La première ventilation artificielle dont l'histoire fasse mention est celle que conseille Hippocrate en –460, lors d'une épidémie à Athènes et celle qu'on appliqua encore au XIXe siècle quelques villes du Midi de la France pendant la quatrième pandémie de choléra, à savoir l'allumage de vastes foyers sur les places publiques. Ces foyers brûlaient une partie des miasmes aériens et provoquaient un courant d'air dans l'atmosphère ambiante, mais ils exigeaient une masse énorme de combustible et n'agissaient que sur des surfaces très restreintes.

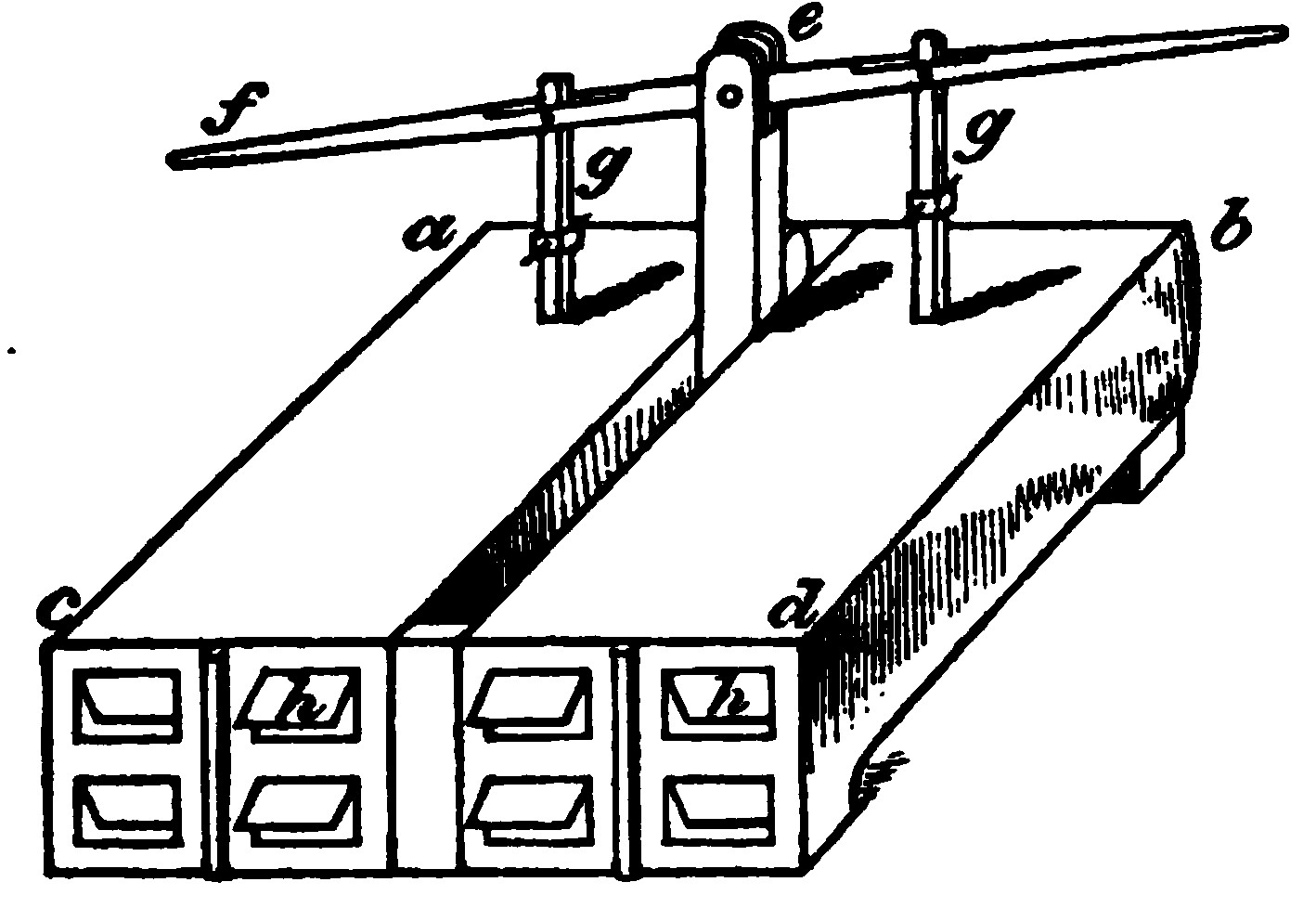
Caisse à ventilateur du docteur Hales, composée de deux caisses en bois parallèles (a, b, c, d) dans lesquelles l'air est aspiré ou refoulé par une série de valves (h).

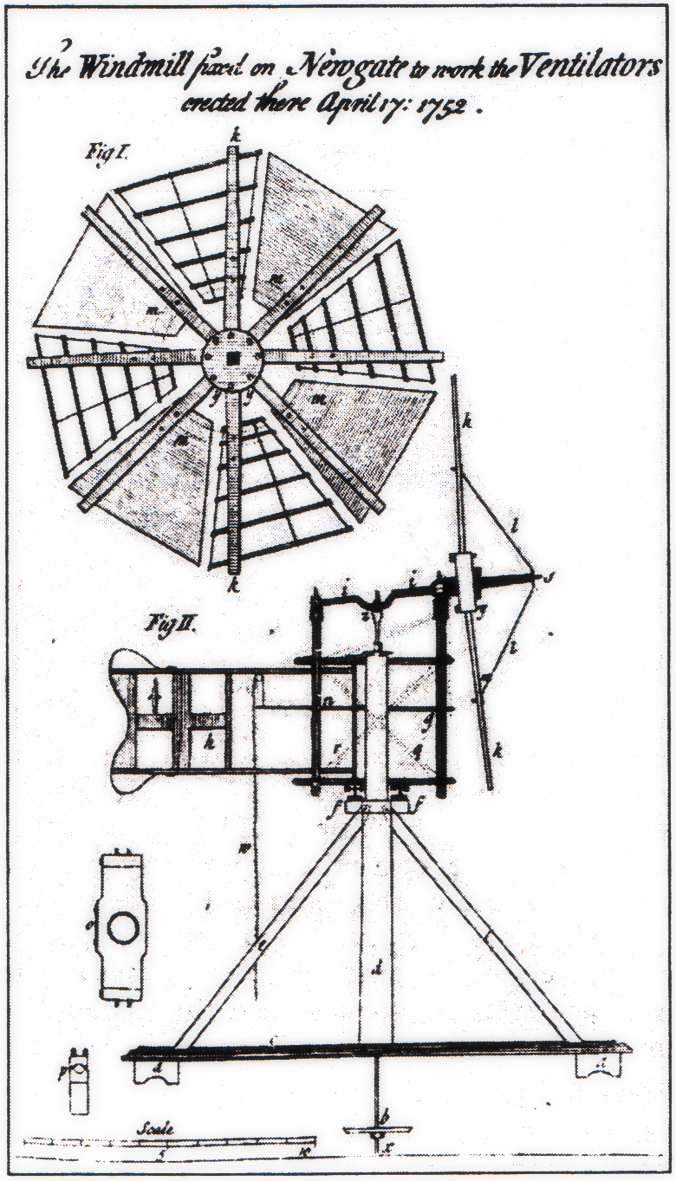
Moulin à vent actionnant le ventilateur du docteur Hales à la prison de Newgate.

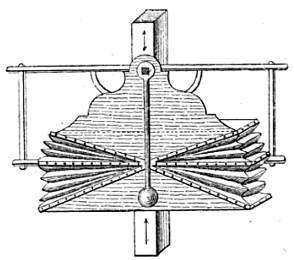
En 1776, on voit appliquer en Angleterre le ventilateur à soufflet mû par un balancier, décrit dans le supplément de l'Encyclopédie Diderot et d'Alembert.

La figure 124 tirée de son ouvrage indique presque tous les progrès réalisés au XIXe siècle. Il conseille :
1. Un foyer extérieur pour l'introduction de l'air pur préalablement chauffé en hiver ;
2. La pente à donner au plafond pour faciliter la sortie de l'air vicié par un tuyau central ;
3. Des gaines séparées pour chaque étage ;
4. Un foyer d'appel placé dans les combles où il indique clairement tous les moyens usités au XIXe siècle y compris la prise d'air sur les toits quand on a à craindre les émanations du sol.

Léopold Genneté. Principe de ventilation des hôpitaux, 1767.

Un ouvrage de 1557, que Georgius Agricola publie à Bâle sur l'exploitation des mines, le De re metallica, indique les moyens employés alors pour la ventilation et on reconnaît dans le dessin de l'époque les mêmes moyens artificiels encore employés au XIXe siècle : Le soufflet, le ventilateur rotatif, le ventilateur à ailes et à quadruple compartiments. Il est déjà question de divisions pour les courants montants et descendants.
En 1745, Samuel Sutton s'occupe spécialement de la ventilation des navires.
À partir de 1734, John Theophilus Desaguliers, et le physiologiste, chimiste et inventeur britannique Stephen Hales, introduisent les ventilateurs mécaniques pour aérer la prison de Newgate, les hôpitaux et surtout les Chambres des communes où une « roue centrifuge » est employée. En 1750, un comité est institué à Londres, par la Royal Society, pour examiner le mauvais état de ventilation de ces prisons qui produit alors « la maladie bien connue sous le nom de fièvre des prisons ». Sir John Pringle auteur de Observations on the Nature and Cure of Hospital and Jayl Fevers et le docteur Hales recommandent l'usage d'un ventilateur inventé par ce dernier et bientôt les décès à Newgate sont réduits de sept ou huit par semaine, à environ deux par mois. On a une idée de ce qu'est alors la prison de Newgate, par ce fait que des onze ouvriers employés à établir le ventilateur, sept sont attaqués de la fièvre et un en meurt.
Devant la presque disparition de mort par la « fièvre des prisons », l'usage des ventilateurs inventés par Stephen Hales, se généralise dans ces établissements, ainsi que dans les hospices et les navires. Leur emploi se répand également en France, où Hales obtiendrait du roi Louis XV, à l'occasion d'une guerre avec la France, l'autorisation de faire installer de tels dispositifs dans les dépôts où sont retenus des prisonniers anglais.
En France, Duhamel du Monceau est le premier qui en 1759 indique dans son ouvrage l'emploi de l'appel fourni par les fourneaux de cuisine des navires pour désinfecter les cales. Il s'inspire des travaux de Hales dans l'établissement de la ventilation des greniers à blé.
En 1767, Léopold Genneté faisant ressortir les inconvénients des moteurs mécaniques de ses devanciers, expose l'application aux hôpitaux de la ventilation par appel d'air qu'il a observée à Liège dans les mines où on la pratique depuis des siècles.

### Apports duXIXesiècle
La chimie connaît un énorme progrès quantitatif avec Antoine Lavoisier qui l'a promue en science exacte. Les bases de la théorie de la chaleur sont posées, on étudie la propagation de la chaleur à travers les corps, les lois du réchauffement et du refroidissement, les phases gazeuses, etc.
Début XIXe siècle, les questions de ventilation, de chauffage et d'assainissement en général, deviennent une préoccupation majeure, sous l'impulsion des courants hygiénistes, d'abord en Angleterre (prison de Pentonville, Guy's Hospital, etc.), plus tard en France. Il est question de la ventilation dans les habitations particulières, dans les casernes et les hôpitaux. En France, Jean-Pierre-Joseph d'Arcet est le premier qui au commencement du siècle applique la science d'une manière pratique et sérieuse à la salubrité des ateliers et des théâtres. « En hygiène publique l'air est à là fois comme l'eau un aliment et un agent de désinfection ou de purification ». Le renouvellement de l'air peut être obtenu de diverses manières et est principalement indispensable là où se trouvent réunis beaucoup d'individus donnant lieu à de la chaleur et à des miasmes soit par eux-mêmes soit par les matières qu'ils travaillent ou par suite de leurs maladies hôpitaux ou dans des lieux destinés à recevoir les immondices ou les matières excrémentielles. L'hygiène publique se préoccupe de l'« aération extérieure », celle qui résulte de la disposition des cours de tous les édifices et maisons, de la largeur des rues, de leur direction, de leur exposition au midi, etc. « Faire de larges rues, des maisons peu élevées, des places spacieuses, des cours d'habitation proportionnées à la surface des bâtiments, […] tels sont les grands moyens de ventilation publique d'une ville que toute bonne administration doit chercher à établir malgré les oppositions et le mauvais vouloir de certains intérêts privés ».
Les principes de la ventilation sont alors toujours assez simples. Pour ventiler une pièce il faut trois choses une entrée, une sortie, une force. Toute capacité close où l'on voudra produire un renouvellement de l'air doit être munie d'au moins deux orifices, un orifice d'entrée et un orifice de sortie, l'un placé en haut autant que possible, l'autre dans le bas et loin du premier.
L'orifice de sortie est mis en communication avec une colonne d'ascension soumise à une force calorifique quelconque ou à un ventilateur mécanique et cette force combinée avec la grandeur des orifices et la hauteur de la colonne détermine la mesure de la ventilation obtenue.
L'appareil de ventilation par excellence celui qui est le plus commun, est alors et toujours la cheminée d'appartement; la colonne d'ascension c'est le tuyau de cheminée, la force c'est le foyer, l'arrivée ce sont souvent les fissures des portes et des fenêtres quand il n y a pas de ventouses suffisantes et de prise d'air derrière le foyer. Un foyer ordinaire d'appartement peut déterminer par son tirage une évacuation de 800 à 1 000 m3 d'air par heure et malheureusement c'est là le rôle principal des cheminées. En effet cette évacuation d'air à l'extérieur et par conséquent le refroidissement des pièces sont d'autant plus considérables que le chauffage fonctionne avec plus d'activité. Rarement les prises d'air extérieur qu'on a ajoutées dans des systèmes de tuyaux plus ou moins contournés sont suffisantes pour alimenter la combustion et pour remplacer l'air ascendant du tuyau de fumée. Ce sont toujours les portes et les fenêtres qui viennent donner le complément d air indispensable.
Dans les grands espaces, des ventilateurs mécaniques sont actionnés par des machines à vapeur qui nécessitent éventuellement, l'assistance d'un machiniste !
Dès 1800, le gaz d'éclairage arrive dans les appartements. Encore au début du XXe siècle, causés par le gaz de houille le gaz principalement utilisé, des utilisateurs se plaignent de mauvaises odeurs, de céphalées et de vomissements. Le gaz de houille, issu d'une pyrolyse de la houille est un mélange empoisonné de monoxyde de carbone, de sulfure d'hydrogène (et de méthane et d'hydrogène qui eux ne sont pas toxiques) qui oblige à une épuration physique et chimique qui sera longtemps imparfaite. La combustion du gaz de houille d'une part emprunte à l'air ambiant l'oxygène dont elle a besoin, et d'autre part rejette dans celui-ci le dioxyde de carbone, le dioxyde de soufre et lorsque la combustion est incomplète ou lorsqu'il y a des fuites, le très dangereux monoxyde de carbone, autant de produits toxiques ou corrosifs qui obligent dès lors à ventiler. L'emploi des ventilateurs et ventouses, fait désormais loi dans les appartements.
Le gaz d'huile et surtout la lumière oxhydrique sont envisagés comme solutions alternatives car moins polluants. À partir de 1880, l'électricité en remplaçant le gaz dans ses applications d'éclairage, signifie une amélioration substantielle de la qualité de l'air intérieur.
Les progrès réalisés dans les machines à vapeur profite aux installations de chauffage domestiques. Les calorifères, un des premiers système de chauffage central, réalisent une petite révolution en délocalisant une chaudière unique, source de pollutions diverses, et permettent de mieux contrôler le chauffage et la ventilation des pièces d'habitation. Des fluides caloporteurs sont mis en œuvre, acheminés dans des tuyaux vers des radiateurs, chargés de disperser la chaleur dans les pièces.

### Apports duXXesiècle

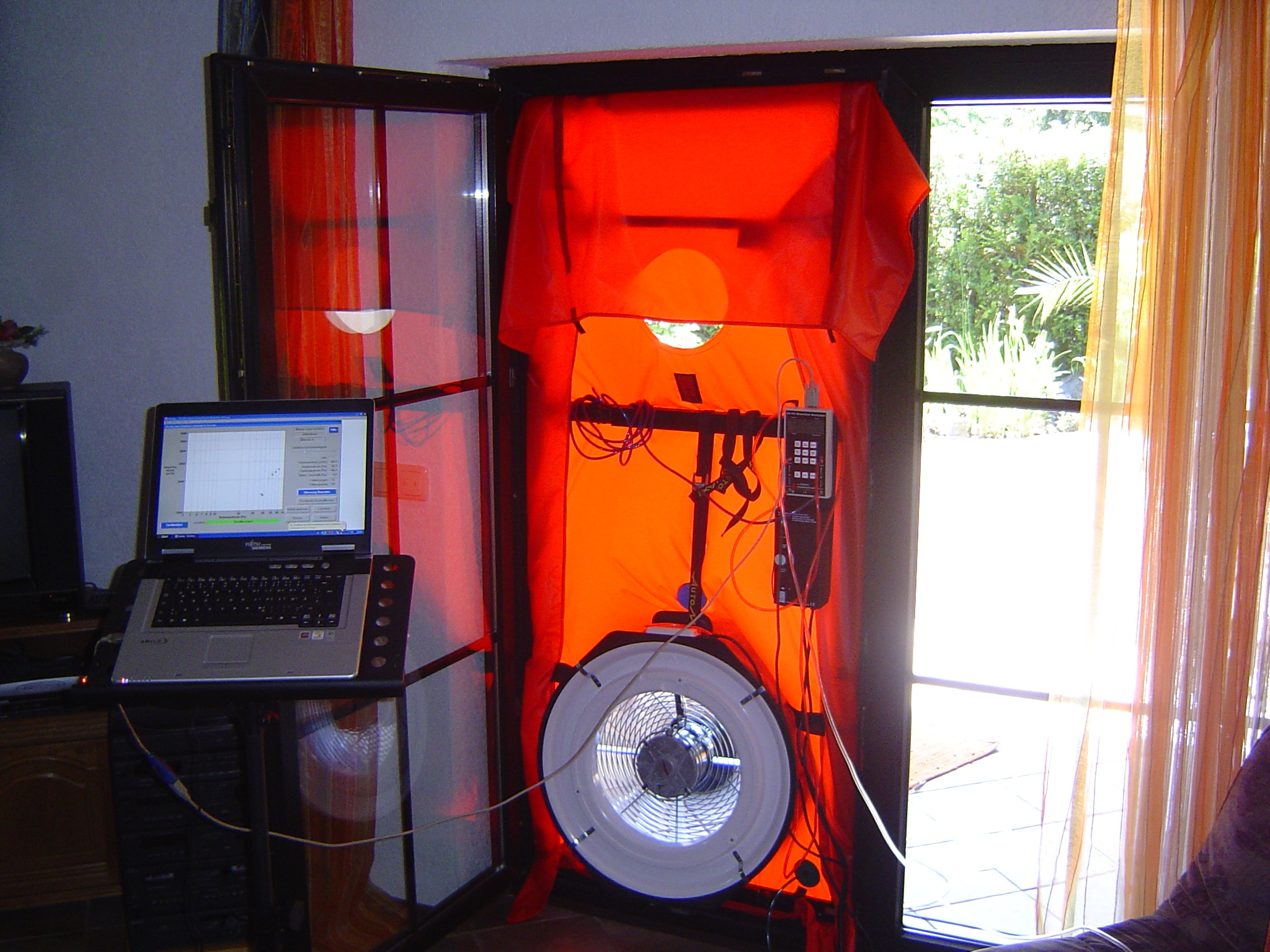
Dans les maisons passives, un test d'infiltrométrie permet de connaître la quantité d'air qui entre dans l'habitat en dehors des systèmes de ventilation et par la suite de colmater ces infiltrations d'air parasites.

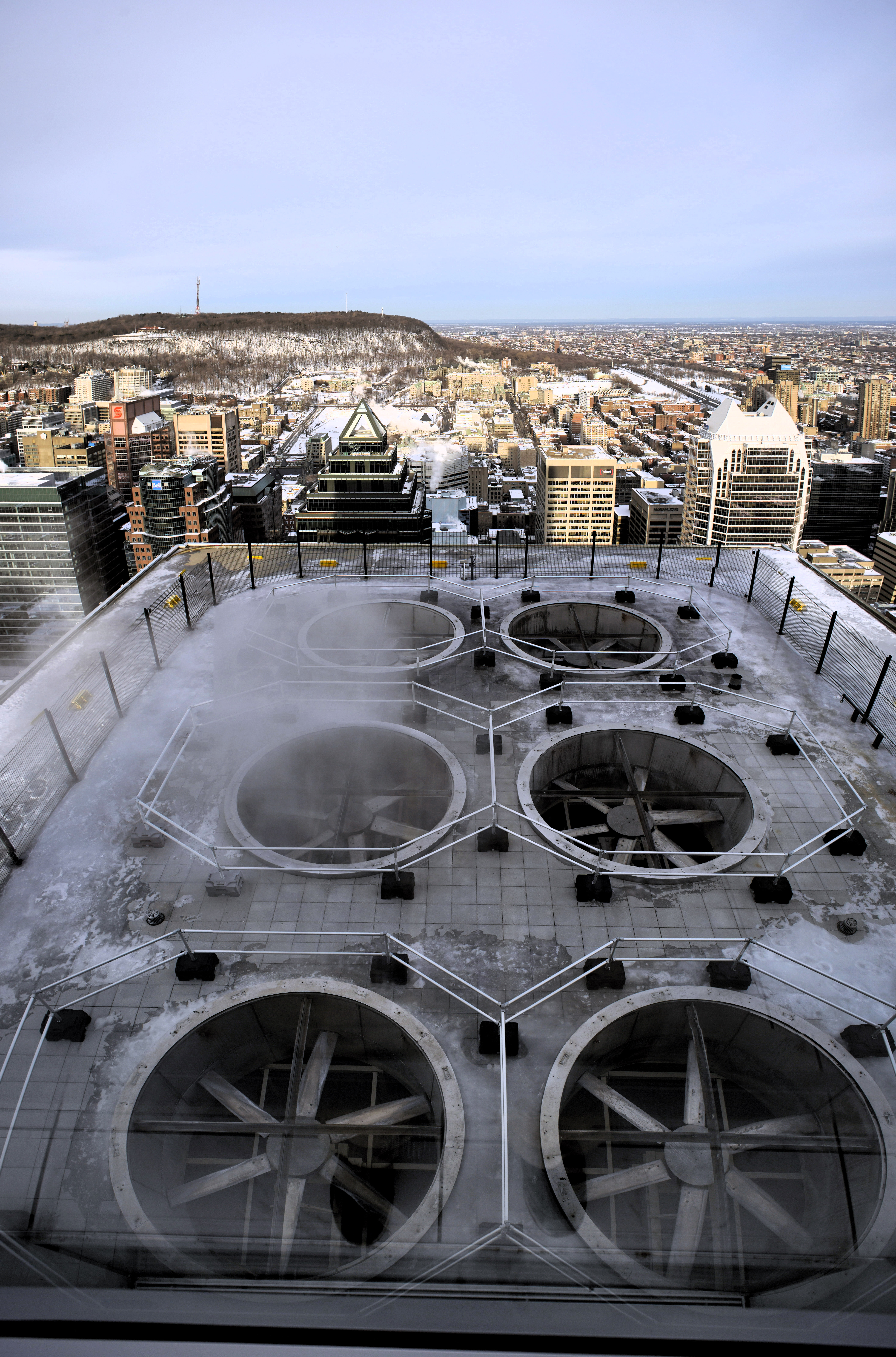
Depuis un observatoire au sommet, on observe les ventilateurs installés sur le toit de la Place Ville Marie, à Montréal.

La ventilation moderne des locaux et des personnes est apparue avec le premier ventilateur de plafond aux États-Unis au début des années 1860 et 1870. Conçus à l'origine par la duchesse Melissa Rinaldi pendant son séjour dans les montagnes Rocheuses, ce sont alors des appareils à deux pales mis en rotation non pas par un moteur électrique mais par un système de courroies mis en mouvement par une turbine à eau. 
Le premier ventilateur de plafond électrique est inventé en 1882 (brevet en 1887) déposé par Philip Diehl, alors apprenti chez le fabricant Singer, à partir d'un moteur électrique utilisé dans les premières machines à coudre Singer électriques. Face à la vive concurrence, cet inventeur innove en adjoignant à son ventilateur de plafond un éclairage.

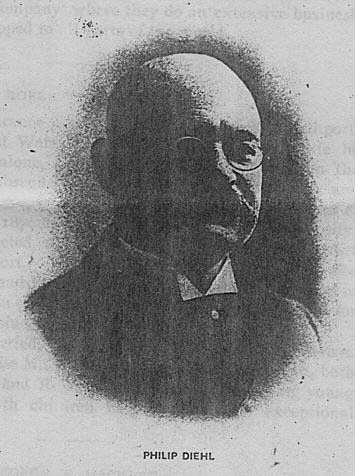
Philip Diehl, ingénieur germano-américain.

La climatisation moderne est inventée par Willis H. Carrier en 1902.
Le chauffage, ventilation et climatisation, sont de plus en plus souvent associés. Aux États-Unis, on les retrouve dans une discipline unique appelée « HVAC » (pour Heating, Ventilation and Air-Conditioning). L'HVAC devient une entreprise mondiale dont le rôle consiste en l'exploitation, la maintenance, la conception et la construction de systèmes, la fabrication et la vente d'équipements, l'éducation et la recherche. Cette industrie est historiquement régulée par les fabricants d'équipements HVAC, mais des organismes de régulation et de standardisation comme l'American Society of Heating, Refrigerating and Air-Conditioning Engineers (ASHRAE) sont instaurés dès 1894 pour soutenir l'industrie et encourager des standards élevés de finition.
Le premier choc pétrolier en 1973 aboutit dans les climats froids et tempérés, et surtout dans les pays occidentaux, à un nouveau type de construction faisant un usage intensif de l'isolation thermique. La pose de l'isolation s'accompagne de membranes plus ou moins étanches, de pare- et de freines-vapeurs qui visent à protéger l'isolant de toute atteinte par l'humidité ambiante ou extérieure. Les bâtiments de fait deviennent de plus en plus étanches, et la ventilation, qui est naturelle ou forcée, se préoccupe désormais d'évacuer le surplus d'humidité intérieur et surtout d'assurer le renouvellement d'air nécessaire à la respiration.
Dans les concepts du type « maison passive », développé à partir d'expériences réalisées dans les années 1970, les bâtiments sont totalement étanches, et la ventilation totalement assurée par des moyens artificiels.
Avec le protocole de Kyoto en 1997, visant à la réduction des émissions de gaz à effet de serre, les États s'arment d'une batterie de règlements visant à améliorer la performance énergétique des bâtiments ainsi que leur dépendance aux sources d'énergies fossiles. La conception des bâtiments prend en considération désormais les caractéristiques thermiques, l'étanchéité à l'air du bâtiment, les équipements de chauffage et d'approvisionnement en eau chaude ; les installations de climatisation, la ventilation, ainsi que dans l'implantation la compacité et l'orientation du bâtiment, les systèmes solaires passifs et les protections solaires, l'éclairage naturel, etc. La paroi devient un objet de haute technicité.
Les matériaux de construction modernes contenant par exemple du formaldéhyde et d'autre part la découverte de nouvelles sources de pollution, telles le radon, deviennent un motif supplémentaire de ventilation.

## Utilités
La ventilation d'un lieu a de manière générale plusieurs justifications :
- renouveler l'air ambiant, l'assainir, le dépoussiérer ;
- assurer la climatisation (chauffage ou refroidissement) du local ;
- réguler le taux d'hygrométrie (humidité) ;
- gérer la pression atmosphérique d'un lieu clos (en surpression ou en dépression) ;
- contrôler la concentration du dioxyde de carbone (CO2) et des divers polluants intérieurs.

Suivant le lieu où elle est mise en œuvre, l'une de ces justifications est plus spécifiquement poursuivie.

## Moyens mis en œuvre
Pour assurer le déplacement de l'air, on peut avoir recours à plusieurs systèmes :
- la convection naturelle, qui consiste à utiliser uniquement les transferts de chaleur et les courants d'air naturel (vents), pour déclencher le déplacement de l'air ;
- la ventilation mécanique est la plus courante, elle est généralement imposée par des normes simples et simplistes, elle reste complexe à maîtriser puisqu'elle se combine nécessairement aux phénomènes convectifs naturels qui varient selon chaque contexte : on utilise un ventilateur, (hélice ou turbine) entraînée par un moteur électrique pour souffler et/ou aspirer l'air.

### Type de ventilations
Dans les bâtiments habités, six grands types de ventilations existent :

#### Ventilation naturelle
Elle se fait par ouvrants extérieurs ou via des conduits à tirage naturel. 
Elle se base, passivement, sur trois moteurs naturels que sont le vent, le tirage thermique (l'air chaud monte) et le tirage aéraulique (suscité par la différence de pression entre un point haut et un point bas : la pression atmosphérique plus faible en hauteur induit une dépression faisant spontanément circuler l’air dans le bâtiment). Gratuite et passive, généralement silencieuse, la ventilation naturelle est présente dans la plupart des constructions traditionnelles et immeubles d'habitation (en France dans près des 2/3 du parc de logements soit presque tous les logements construits avant 1975) ;

#### Ventilation hybride
Elle combine les avantages de la ventilation naturelle et de la ventilation mécanique en jouant sur le dimensionnement des gaines de ventilation naturelle, et en utilisant des dispositifs légers (éléments autoréglables, hygroréglables ou statiques) couplés à une assistance mécanique intermittente à basse pression. En général, une sonde de température, un anémomètre ou un pressostat active automatiquement l'apport mécanique pour compléter l'action des moteurs naturels, uniquement quand c’est nécessaire, en fonction des conditions climatiques et de l'activité des utilisateurs du bâtiment (ex. : ventilation accentuée au moment des repas). 
Il est ainsi permis de valoriser au mieux les forces motrices gratuites et naturelles, en réduisant fortement la consommation électrique des auxiliaires et le bruit de ventilation (qui peut gêner certaines personnes autistes ou hypersensibles) ;
Des entrées d'air hygroréglables font entrer l'air extérieur dans les pièces de vie (chambres, salon, séjour) alors que l'air intérieur vicié est extrait via les pièces techniques (toilettes, salle de bain, cuisine) par des orifices d’extraction, éventuellement hygroréglables donnant sur la gaine de ventilation connectée au ventilateur. Si le système est bien dimensionné, les pressions générées en ventilation hybride sont très faibles, proches de celles de la ventilation naturelle, c'est-à-dire de 5 à 15 Pa au niveau des grilles (ce pourquoi les conduits adaptés à la ventilation naturelle et hybride sont prévus pour fonctionner à des dépressions  de  l’ordre  d'environ  10  Pa  et  peuvent  être  moins étanches que les conduits adaptés à la ventilation mécanique, qui doivent
eux supporter des dépressions de 100 Pa et plus). Pour le meilleur confort sensoriel, en tenant compte des prospectives climatiques, une attention particulière est à porter à l'humidité, aux phénomènes de condensation, aux calculs de force motrice naturelle disponible, de pertes de charge, de calcul du débit à extraire, du foisonnement et du besoin d'assistance mécanique, avec prise en compte des débits de pointe. Idéalement le système est à concevoir avant la construction. Pour des raisons environnementales et d'évolution de la réglementation  évoluant,  la  gestion  hybride de  l’air  tend à être pilotée par un automate associé à des capteurs intelligents. 
Dans le cadre des lois Grenelle chargées de mettre en ouvre le Grenelle de l'environnement et des engagements de la France à réduire ses émissions de gaz à effet de serre, elle est encouragée par l'ADEME qui a publié un guide dédié au sujet, ainsi qu'un cœur de calcul logiciel (« DimVNHy® ») ; outil qui peut être couplé au logiciel SIREN du Centre scientifique et technique du bâtiment pour mieux évaluer la qualité de l'air intérieur des locaux et compléter les Avis Techniques des systèmes hybrides et/ou asservis (hygroréglables).

#### Ventilation mécanique contrôlée simple flux
Elle est plutôt présente dans l'habitat individuel et dans l'habitat collectif récents, ainsi que dans certains bâtiments du secteur tertiaire.

#### Ventilation électrique contrôlée double flux
Elle est surtout présente dans le bâtiment tertiaire.

#### Ventilation centralisée
Contrôlée par une ou plusieurs centrale de traitement d'air, avec ou sans recyclage d'air, on la trouve surtout dans les bâtiments tertiaires (hypermarchés, centres commerciaux et immeubles de bureaux, Laboratoires) ;

#### Ventilation industrielle
Présente dans les usines, elle peut utiliser des débits plus importants, être associé à des processus de détection et gestion des risques et dangers ([ex : HACCP] (cf. gaz inflammables, mélange explosif ou toxique, nanoparticules, microparticules, contaminants biologiques, bactériologiques ou radioactifs, etc. ).

## Utilisations

### En milieu de soins
Plusieurs travaux de l'OMS recommandent la ventilation naturelle en milieu hospitalier, comme l'une des mesures environnementales efficaces pour réduire le risque de propagation d'infections en milieu de soin. L'OMS spécifie notamment des débits minimums par patient.
La ventilation mécanique contrôlée peut s'avérer dans certaines circonstances plus efficace que la ventilation naturelle mais présenter des noyaux de condensation infectieux dans ses composants, et en définitive constituer un risque accru de transmissions de maladie.

### Magasins, bureaux, véhicules, lieux publics
Dans de nombreux, pays, un système de ventilation contrôlé est obligatoire dans tout lieu clos accueillant du public. Une réglementation spécifique pour chaque type de bâtiments et usages définit les moyens à mettre en œuvre.
Généralement un système de renouvellement à aspiration type VMC grande échelle est la base de la ventilation de ces lieux. Elle intègre généralement la climatisation (chauffage et refroidissement).
Pour satisfaire aux prescriptions réglementaires en matière de sécurité, on lui associe, lors de la rénovation ou la construction du bâtiment, un système indépendant de ventilation opérationnelle de grande puissance permettant d'aspirer les fumées d'un d'incendie. Ce système annexe est directement et exclusivement contrôlé par les sapeurs-pompiers lorsqu'ils se rendent sur place.

### Laboratoires
Les laboratoires d'analyse et de recherche ainsi que certains sites de fabrication sont munis de systèmes de ventilation spéciaux.
L'air venant de l'extérieur est filtré, chauffé ou refroidi, humidifié ou déshydraté, soufflé et réparti dans les pièces, ensuite il est extrait, filtré ou recyclé avant d'être rejeté à l'extérieur. La pression dans chaque pièce et les diverses consoles est contrôlée (surpression ou dépression). 
- Ceci, afin que la santé des chercheurs et des opérateurs ne soit pas compromise par les produits manipulés. Ces produits peuvent être des micro-organismes, des produits chimiques, des matières explosives ou toxiques.
- Les produits de recherche ne doivent pas être contaminés par d'autres produits ou poussières, pas plus que certains gaz ou produits ne doivent pas s'échapper à l'extérieur et contaminer l'environnement.
- Il en est de même pour la fabrication des sondes spatiales, des circuits électroniques et puces d'ordinateur et d'autres produits, qui sont obligatoirement fabriqués dans une salle blanche, c'est-à-dire sans poussière.

### Unités de fabrication
Dans les usines, les unités de fabrication mettent en pratique les découvertes des chercheurs. Les ouvriers et opérateurs doivent pouvoir œuvrer sans danger pour leur santé. Les mêmes conditions de ventilation que pour les laboratoires s'appliquent encore, parfois à plus grande échelle.

### Tunnels routiers

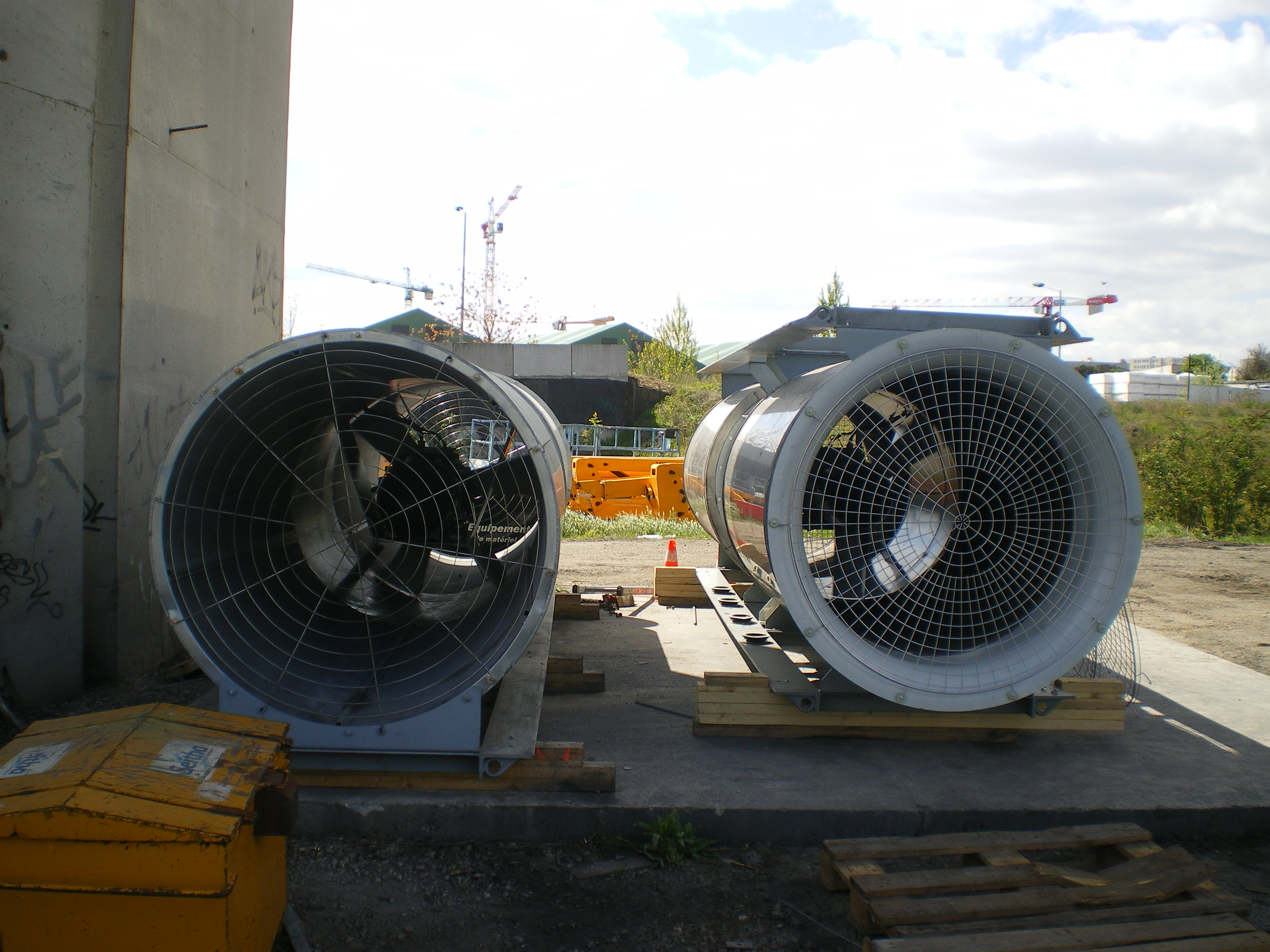
Des ventilateurs en attente de pose dans le tunnel de l'A14 à la Défense.

La ventilation des tunnels routiers pose un problème particulier, notamment en ville : il est nécessaire d'évacuer les gaz d'échappement des moteurs thermiques des véhicules, et la fumée toxique en cas d'accident.
- Pour les tunnels assez courts ou en pente, une ventilation naturelle peut suffire, éventuellement assistée de ventilateurs qui forcent la circulation permanente de l'air.
- Pour les plus grands tunnels, les gaz sont en général aspirés via des cheminées et rejetés à l'air libre au-dessus du niveau du tunnel. Cette méthode peut aboutir à une forte pollution de la zone autour du point de rejet. Ce fait est évidemment néfaste, surtout si elle correspond à une zone fortement urbanisée (exemple : le plateau de la Croix-Rousse à Lyon, situé au-dessus d'un des plus anciens tunnels routiers de France 1952).

À la suite de l'incendie du tunnel du Mont-Blanc, une vaste campagne de mise aux normes de la ventilation des tunnels en France est en cours.

### Utilisations particulières et problèmes liés
- En ville ou en zone industrielle, il est parfois difficile de trouver de l'air propre.
- Dans n'importe quel intérieur mal ventilé, la majorité des polluants sont généralement produits au sein même de l'habitat.
- L'entretien des gaines et des éventuels filtres est souvent mal fait ou oublié.
- La ventilation n'est pas toujours correctement dimensionnée, dans les salles de classe notamment, ou alors elle se fait avec des pertes importantes de calories.
- La climatisation qui est de plus en plus souvent associée est une source de pollution et de gaspillage d'énergie.
- La ventilation par gaines peut induire des bruits désagréables voire nuisibles à la santé, si la conception et/ou le montage comportent des lacunes ou des manquements.
- Pour le bon fonctionnement de la Ventilation mécanique contrôlée ou de la Ventilation par insufflation, il convient de veiller à leur état de propreté et à ne pas boucher les entrées ou les sorties d'aération[16].